# Nyssa talamancana
Nyssa talamancana là một loài thực vật có hoa trong họ Cornaceae. Loài này được Hammel & N.Zamora miêu tả khoa học đầu tiên năm 1990.